# استپان قازاریان (داور)
استپان لوونی قازاریان (ارمنی: Ստեփան Լևոնի Ղազարյան؛ زادهٔ ۲۹ ژوئن ۱۹۳۵ - درگذشته ۲۳ ژوئن ۲۰۲۰) ورزشکار، مربی و داور اهل ارمنستان در رشته کشتی فرنگی بود.

## زندگی‌نامه
وی در ۲۹ ژوئن ۱۹۳۵ در ایروان به دنیا آمد و از انستیتو دام‌پروری و دام‌پزشکی ایروان (۱۹۷۱) و انستیتو دولتی فرهنگ سلامت و ورزش پرورش اندام ارمنستان فارغ‌التحصیل گشت. وی برنده جوایزی همچون مدال موسس خورناتسی است. وی در ۲۳ ژوئن ۲۰۲۰ در سن ۸۴ سالگی درگذشت.